# Moretto da Brescia
Moretto da Brescia (rojen kot Alessandro Bonvicino), italijanski slikar, * 1498, Rovato, † 22. december 1554.